# معركة الليس (1940)
كانت معركة الليس (الفرنسية: Bataille de la Lys، الهولندية: Leieslag) معركة كبرى بين القوات البلجيكية والألمانية خلال الغزو الألماني لبلجيكا عام 1940، وكانت آخر معركة كبرى خاضتها القوات البلجيكية قبل استسلامها في 28 مايو. كانت الأكثر دموية في حملة الـ 18 يومًا. سميت المعركة باسم نهر لايه (المعروف باسم ليس بالفرنسية)، حيث وقعت ساحة المعركة.

## المعركة

### القتال الأولي
في 24 مايو، أجبر هجوم ألماني كثيف قوات الحلفاء على التراجع في كورتريك على نهر الليس إلى الفرقتين البلجيكيتين الأولى والثالثة. أُقنع البلجيكيين بالتخلي عن سخيلده والانسحاب لإغاثة القوات البريطانية في هجوم معاكس للحلفاء، رغم أن هذا لم يساعد كثيرًا من الناحية الاستراتيجية في تخفيف حدة الوضع في الجبهة. مع مواجهة خط الحلفاء لأربعة فرق ألمانية، سارعت الفرقتان البلجيكيتان التاسعة والعاشرة لدعم الموقف. شن فيلق الجيش البلجيكي الثاني هجومًا مضادًا، وأسر 200 جندي ألماني. انفتحت المدفعية البلجيكية بفعالية على الألمان، لكن تعرضت خطوط الحلفاء للعديد من الغارات والقصف العنيف، مع دعم جوي ضئيل من جانبهم. انتقلت فرقة ألمانية من مينين إلى إيبرس (يبر)، مهددةً بفصل الجيش البلجيكي عن البريطانيين. وصل لواء الفرسان البلجيكي الثاني وفرقة المشاة السادسة لدعم المنطقة وتمكنوا من صد الألمان.
في 25 مايو، بدأ البريطانيون، لإدراكهم أنه لم يعد بإمكانهم القيام بالمزيد من الهجمات المضادة، في الانسحاب إلى ميناء دونكيرك. فقدت كل آمال إنقاذ الجيش البلجيكي. وأصبح واضحًا من هذه المرحلة أن كل ما يمكن للبلجيكيين فعله هو كسب الوقت الكافي ليُخلي الحلفاء المنطقة. ترك البريطانيون لواءً وكتيبة مدفع رشاش، وكانت احتياطياتهم الوحيدة، للمساعدة في التأخير. في تمام الساعة 06:30، أُرسل فوج اللانسرز الملكي الثاني عشر، وهو فوج سيارات مدرعة، إلى شمال نهر لايه لتغطية الجناح الأيسر من فيلق الجيش البريطاني الثاني ولإعادة تأسيس الاتصال مع البلجيكيين في المنطقة. أفاد الفوج أن البلجيكيين كانوا يتراجعون في مواجهة قوات متفوقة، بينما انخرطوا هم بأنفسهم مع الألمان بشكل متقطع. أبلغ الملك ليوبولد الثالث الجيش في أمر إلى قواته في ذلك اليوم، بأنه «مهما حدث، سأشارككم مصيركم». دفع انخفاض المعنويات أقسام من الفوجين الخامس والسابع عشر البلجيكيين إلى تسليم رأس الجسر في ميجيم دون قتال. كان هذا مخالفة مباشرة لأوامر ضابطهم، والتي تم تجاهلها. وفي إحدى الحالات، أطلق الجنود المنهكين النار على رؤسائهم. نُشرت نخبة شاسور أردونيه في قرية فينكت الصغيرة. صدت الفرقة الأولى هنا العديد من الهجمات التي شنتها فرقة المشاة السادسة والخمسين الألمانية بنجاح. أُبلغ المقدم جورج ديفي، رئيس البعثة العسكرية البريطانية إلى مقر الجيش البلجيكي، بأن البلجيكيين لم يعد بمقدورهم تمديد الجبهة أكثر. ابتداءً من تلك الليلة، اصطفت 2,000 عربة جنبًا إلى جنب على طول خط السكك الحديدية من روسلاريه إلى إيبرس لتعمل كحاجز مضاد للدبابات مرتجل.

### تفاقم الموقف البلجيكي
بحلول 26 مايو أصبح موقف الحلفاء يائسًا. كان البلجيكيون يكافحون للاحتفاظ بإزيخم ونيفل ورونسيلي. صمدت شاسور أردونيه في مواجهة الفرقة 56 التي استُبدلت لاحقًا بفرقة المشاة 225. تمكنت فرقة المشاة 256 الألمانية من عبور القناة في بلخرهوك ومهاجمة إيكلو. تخلى فوج لانسيرس البلجيكي عن باسيندايلي وزونبيك، بينما فجر المهندسون البريطانيون جسر مينين غيت. هددت وحدات ألمانية جديدة بتقسيم الخطوط البلجيكية والبريطانية، لكن خففت فرقة مشاة بلجيكية وفرقة سلاح الفرسان من حدة هجومهم. حافظت فرقة مشاة إضافية على سلامة خط الدفاع. نُشرت جميع احتياطيات بلجيكا، وبدأت القوات المساعدة في تسليح نفسها ببنادق من عيار 75 ملم من مراكز التدريب لتشكيل الجزء الخلفي. بدأت القيادة البلجيكية في اللجوء إلى إفاضة القنوات لكبح الألمان. في منتصف النهار، أبلغ الجيش البلجيكي الرئيس الفرنسي للبعثة إلى مقر الجيش، الجنرال بيير شامبون، أن «الجيش قد وصل الجيش إلى أقصى حدود التحمل تقريبًا». وفي الساعة 18:00، وصل الجنرال الفرنسي جورج بلانشار ليبلغ ليوبولد أن البريطانيين كانوا ينسحبون إلى الخلف على خط ليل- إيبرس. أمر اللورد غورت اللواء هارولد فرانكلين بإمداد قناة كومينز إيبرس الجافة بالجنود مع فرقة المشاة الخامسة لتغطية الانسحاب باتجاه دونكيرك. وفي ذلك المساء، بدأ ليوبولد في وضع خطط لنقل مقره إلى ميدلكيرك.